# Гуттен-Чапский, Юзеф
Граф Юзеф Григорий Лонгин Гуттен-Чапский (12 марта 1760, Буковец — 3 октября 1810, Буковец) — военный деятель Речи Посполитой, генерал-майор польской армии (1790), шеф бригады Национальной кавалерии.

## Биография
Представитель польского дворянского рода Гуттен-Чапских герба «Лелива». Родился в Буковце, под городом Свеце в Королевском Поморье. Младший сын генерал-лейтенанта польской армии и подкомория хелминского Антония Михаила Чапского (ум. 1792) и каштелянки ленчицкой Кандиды Липской. Старший брат — генерал-майор Николай Гуттен-Чапский.
В 1770—1772 годах Юзеф Чапский учился в Варшавской рыцарской школе (кадетском корпусе), в 1772—1774 годах продолжал образование в Collegium Nobilium. С 1777 года служил в чине капитана под командованием своего старшего брата Николая в отцовском полку в Радоме. В 1781—1782 годах сопровождал старосту варшавского генерала Алоизия Фредерика фон Брюля во время его путешествия по Германии. Во время пребывания в Берлине был представлен прусскому королю Фридриху Великому и получил от него предложение поступить на службу в прусскую армию. Юзеф Гуттен-Чапский отказался, но до конца жизни сохранял преданность Пруссии.
В 1783 году после отставки своего отца Юзеф Гуттен-Чапский получил чин полковника, а его старший брат Николай стал шефом отцовского полка. В декабре 1788 года стал членом военной комиссии, где находился в администрации, занимаясь обмундированием и вооружением. В 1790 году получил звание генерал-майора и командование великопольской кавалерийской бригадой.
В 1792 году во время русско-польской войны Юзеф Гуттен-Чапский входил в состав генерального штаба польской армии. После победы Тарговицкой конфедерации проживал в Буковце, в прусских владениях. В 1794 году на короткое время присоединился к восстанию под руководством Т. Костюшко, но затем укрылся в Быдгоще. Его полк понес большие потери в битве под Мацеёвицами и во время штурма Варшавы.
В ноябре 1794 года вернулся в Варшаву и занимался восстановлением разоренной русскими польской столицы. В 1795—1798 годах установил в Быдгощи тесные связи с прусскими оккупационными властями. 27 сентября 1804 года вместе с братом Николаем получил прусский графский титул с прибавлением к фамилии фон Гуттен. В 1805 году продал половину Буковца своему старшему брату.
В марте 1807 года после создания Варшавского герцогства Юзеф Гуттен-Чапский руководил проверкой ипотечных актов в Быдгощском департаменте. 25 марта того же года был избран консуляром (советником) апелляционного суда в Быдгощском департаменте и его вице-президентом, а затем стал президентом и экзаменатром в кадетском корпусе.
В 1789 году Юзеф Чапский стал кавалером Ордена Святого Станислава.

## Семья
Юзеф Гуттен-Чапский был женат на Марианне Корнелии Плавинской (род. ок. 1770), от брака с которой имел единственного сына Юзефа Наполеона (1797—1852). После смерти Юзефа его имущество унаследовал сын Юзеф Наполеон, который после судебной тяжбы был лишен практически всего наследства своим дядей Николаем.